# Andriy Bliznichenko
Andriy Bliznichenko (Novohrad-Volinski, 24 de julio de 1994) es un futbolista ucraniano que juega de extremo derecho.

## Carrera internacional
Bliznichenko fue internacional sub-16, sub-17, sub-18, sub-19, sub-20 y sub-21 con la selección de fútbol de Ucrania.

## Clubes
| Club                 | País     | Año       |
| -------------------- | -------- | --------- |
| FC Dnipró            | Ucrania  | 2012-2017 |
| Kardemir Karabükspor | Turquía  | 2017-2018 |
| FC Sheriff Tiraspol  | Moldavia | 2018-2021 |

## Palmarés

### Títulos nacionales
| Título            | Club                   | País     | Año  |
| ----------------- | ---------------------- | -------- | ---- |
| Divizia Națională | F. C. Sheriff Tiraspol | Moldavia | 2019 |
| Copa de Moldavia  | F. C. Sheriff Tiraspol | Moldavia | 2019 |
| Divizia Națională | F. C. Sheriff Tiraspol | Moldavia | 2021 |